# Nagumo Chūichi
Nagumo Chūichi (tiếng Nhật: 南雲 忠一; phiên âm Hán-Việt: Nam Vân Trung Nhất, 25 tháng 3 năm 1887 - 6 tháng 7 năm 1944) là đại tướng Hải quân Đế quốc Nhật Bản trong Chiến tranh thế giới thứ hai, tướng tiên phong hàng đầu trong Hạm đội Liên hợp của Nhật Bản và từng tham gia các trận đánh lớn của chiến trường Thái Bình Dương như Trận Trân Châu Cảng và Trận Midway. Ông đã quyết định tự sát trước thất bại của quân đội Nhật trong Trận Saipan.

## Cuộc đời

### Thời trẻ
Nagumo sinh ra ở thành phố Yonezawa, tỉnh Yamagata, phía bắc Nhật Bản vào năm 1887. Ông tốt nghiệp khóa 36 của Học viện Hải quân Đế quốc Nhật Bản năm 1908, với thứ hạng 8/191 học viên. Với tư cách là học viên trung chuyển, ông phục vụ trên các tàu tuần dương bảo vệ Soya và Niitaka và tàu tuần dương bọc thép Nisshin. Sau khi được thăng quân hàm vào năm 1910, ông được bổ nhiệm vào tàu tuần dương Asama.
Sau khi theo học trường ngư lôi và pháo binh hải quân, ông được thăng cấp trung úy và phục vụ trên thiết giáp hạm Aki, theo sau là tàu khu trục Hatsuyuki. Năm 1914, ông được thăng cấp trung úy và được bổ nhiệm vào tàu chiến-tuần dương Kirishima, theo sau là tàu khu trục Sugi. Ông được giao quyền chỉ huy đầu tiên, tàu khu trục Kisaragi, vào ngày 15 tháng 12 năm 1917.

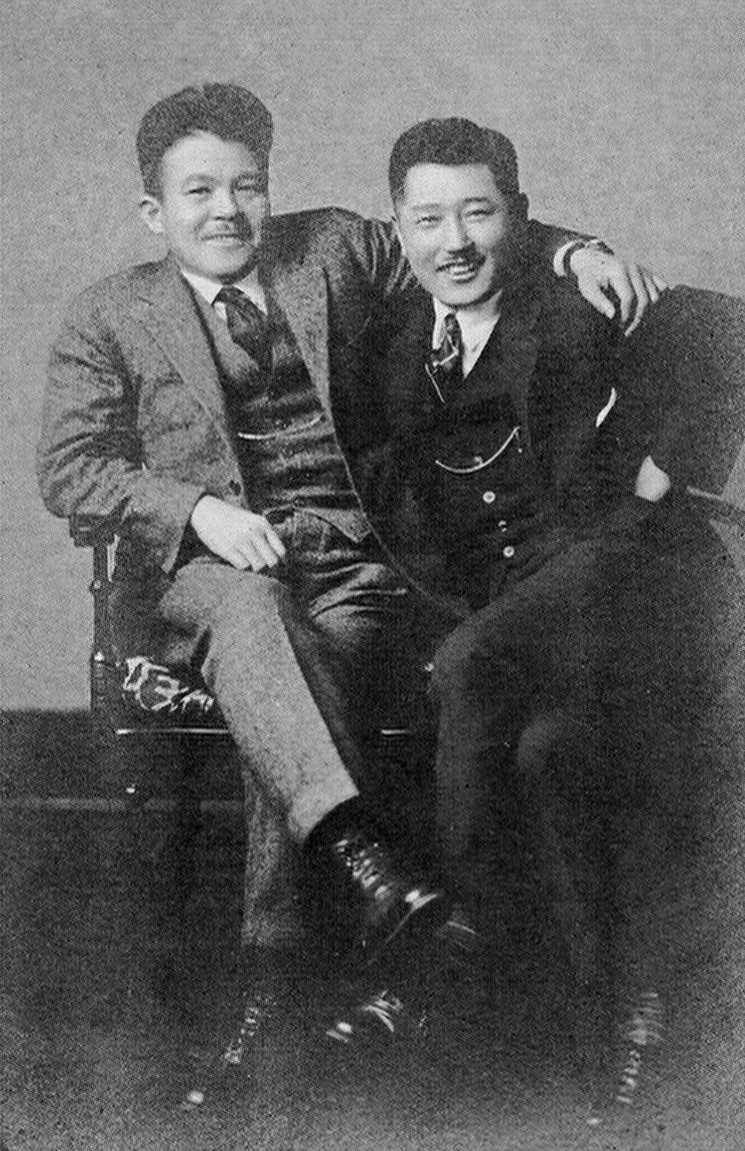
Nagumo (trái) cùng người bạn cấp hai Ichiro Saeki ở Seattle, Washington năm 1925

Nagumo tốt nghiệp trường Học viện Hải quân Quốc gia và được thăng cấp trung úy vào năm 1920. Chuyên môn của ông là chiến thuật ngư lôi và tàu khu trục.
Từ năm 1920 đến năm 1921, ông là thuyền trưởng tàu khu trục Momi. Từ năm 1925 đến năm 1926, Nagumo đi cùng phái đoàn Nhật Bản để nghiên cứu chiến lược, chiến thuật và trang thiết bị tác chiến hải quân ở Tây Âu và Hoa Kỳ.
Sau khi trở về Nhật Bản, Nagumo được giao nhiệm vụ tại vùng lãnh hải Trung Quốc. Ông được bổ nhiệm làm thuyền trưởng của pháo hạm Saga từ ngày 20 tháng 3 năm 1926 đến ngày 15 tháng 10 năm 1926, tiếp theo là pháo hạm Uji từ ngày 15 tháng 10 năm 1926 đến ngày 15 tháng 11 năm 1927. Sau đó ông làm giảng viên tại Học viện Hải quân từ năm 1927 đến năm 1929. Nagumo được thăng chức lên chức thuyền trưởng vào tháng 11 năm 1929 và đảm nhận quyền chỉ huy tàu tuần dương hạng nhẹ Naka và từ năm 1930 đến năm 1931 là chỉ huy Hải đội Khu trục 11. Sau khi phục vụ ở các vị trí hành chính từ năm 1931 đến năm 1933, ông nắm quyền chỉ huy tuần dương hạng nặng Takao từ năm 1933 đến năm 1934 và thiết giáp hạm Yamashiro từ năm 1934 đến năm 1935. Ông được thăng cấp Chuẩn Đô đốc vào ngày 1 tháng 11 năm 1935.

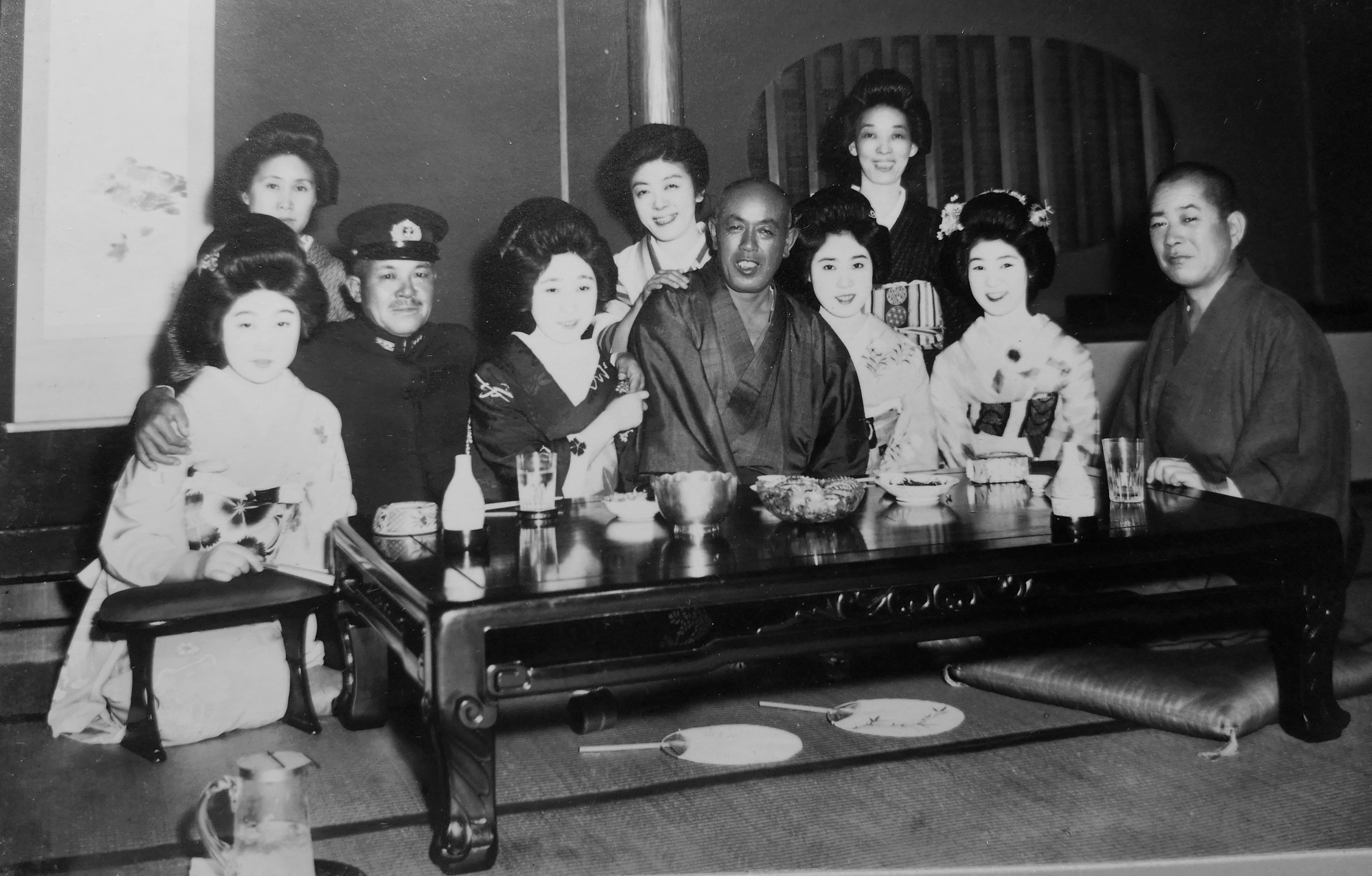
Nagumo (hàng trước, thứ hai từ trái) khi trở thành thuyền trưởng của Takao cùng với các sĩ quan hải quân Shinichirō Machida và Ayao Inagaki năm 1933-1934

Với tư cách là Chuẩn Đô đốc, Nagumo chỉ huy Hải đội Tuần dương số 8 hỗ trợ các hoạt động di chuyển của Quân đội Đế quốc Nhật Bản tại Trung Quốc từ Hoàng Hải. Là sĩ quan lãnh đạo của Phe quân phiệt Hạm đội, ông cũng nhận được sự thúc đẩy lớn trong sự nghiệp từ các thế lực chính trị.
Từ năm 1937 đến năm 1938, ông là Tư lệnh Trường Ngư lôi, và từ năm 1938 đến năm 1939, ông là Tư lệnh Sư đoàn Tuần dương 3. Nagumo được thăng cấp phó đô đốc vào ngày 15 tháng 11 năm 1939. Từ tháng 11 năm 1940 đến tháng 4 năm 1941, Nagumo là chỉ huy của Trường Học viện Hải quân Quốc gia.

### Chiến tranh thế giới thứ hai
Ngày 10 tháng 4 năm 1941, với kinh nghiệm của mình, Nagumo được giao chức vụ tổng tư lệnh Đệ nhất không hạm đội, chỉ huy hầu hết các hàng không mẫu hạm của Nhật Bản lúc bấy giờ, chuẩn bị cho Nhật Bản tham gia vào Chiến tranh Đại Đông Á. Việc giao Nagumo chỉ huy hạm đội này được xem là không thích hợp khi vào thời điểm đó vì ông ngày càng có dấu hiệu sa sút về sức khoẻ và tinh thần. Về sức khoẻ, ông bị viêm khớp nặng còn về tinh thần, ông ngày càng tỏ ra thận trọng quá mức dẫn đến nhiều sai lầm trong các trận đánh sau này. Bù lại, ông luôn dành nhiều thời gian nghiên cứu các chiến thuật trước mỗi trận đánh lớn mà ông tham gia.

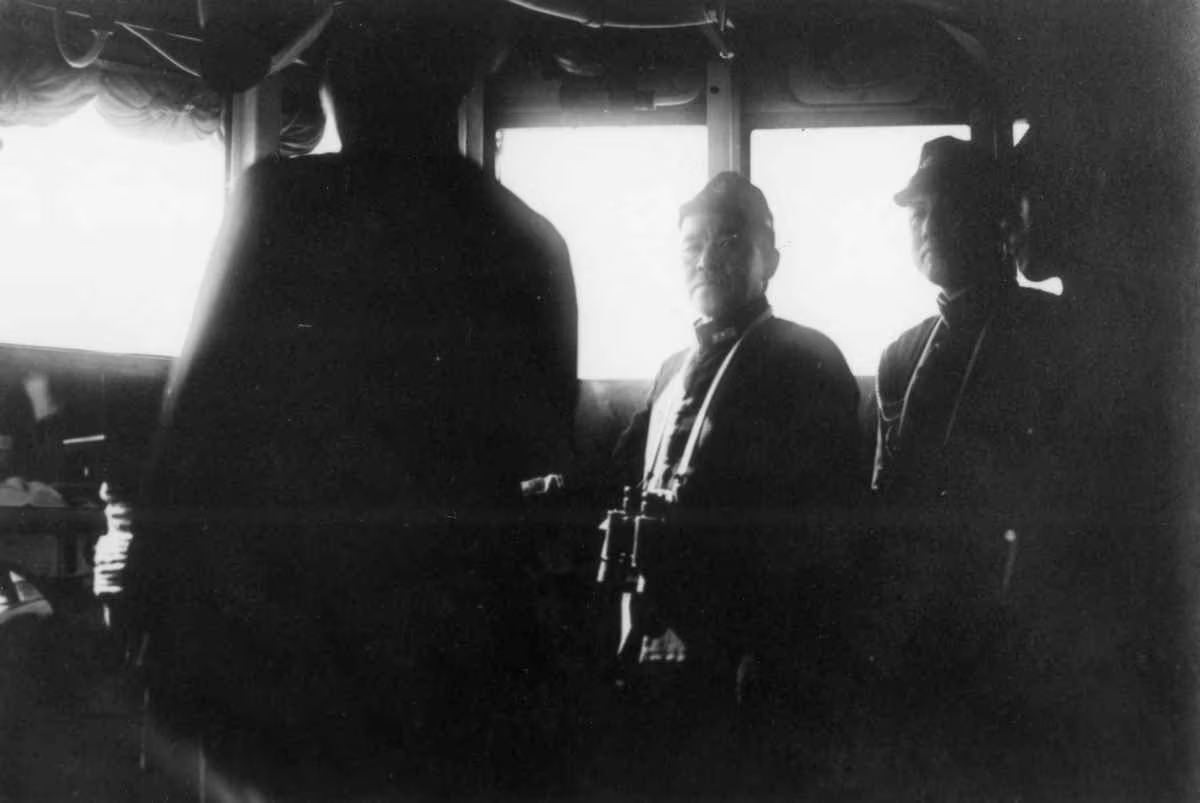
Nagumo trên cầu tàu của tàu sân bay Akagi trong trận Trân Châu Cảng ngày 7 tháng 12 năm 1941

Ngày 26 tháng 11 năm 1941, lực lượng Nhật Bản chuẩn bị tham gia tấn công Trân Châu Cảng được ra lệnh xuất phát và người chỉ huy cho cuộc tấn công này là Nagumo. Ngày 1 tháng 12, thời gian khai chiến đã đến, Đô đốc Yamamoto Isoroku lập tức đánh điện cho Nagumo "Trèo lên đỉnh núi Nitaka" ra lệnh cho Nagumo thực hiện kế hoạch tấn công. Sau lệnh đó, toàn bộ hạm đội Nhật ngay lập tức tiến hết tốc độ xuống phía nam và mục tiêu là Trân Châu Cảng.
7 giờ 55 phút ngày 7 tháng 12 năm 1941, trận Trân Châu Cảng bắt đầu. Sau 1 giờ 50 phút, hải quân Nhật đã đánh chìm 18 tàu chiến, 232 máy bay chiến đấu của hải quân Mỹ trong khi chỉ mất 29 máy bay chiến đấu. Tuy vậy, trong trận đánh này, Nhật đã không tiến hành oanh tạc các công xưởng, kho dầu và nhất là các hàng không mẫu hạm của Mỹ do không có mặt tại cảng lúc đó nên vẫn còn nguyên vẹn. Tuy nhiên, thắng lợi ở Trân Châu cảng đã tiêu diệt phần lớn hạm đội Thái Bình Dương Hoa Kỳ và tạo điều kiện thuận lợi cho Lục quân đế quốc Nhật Bản đánh chiếm nhiều khu vực ở Đông Nam Á và Thái Bình Dương.
Từ ngày 4 tháng 5 đến ngày 8 tháng 5 năm 1942, trận chiến biển Coral đã diễn ra với cuộc chạm trán giữa các hàng không mẫu hạm. Sau trận đánh này, hải quân Mỹ đã chặn đứng ưu thế của hải quân Nhật. Yamamoto trước sức mạnh của các hàng không mẫu hạm Mỹ đã vạch ra phương án tác chiến tại Midway nhằm tiêu diệt các hàng không mẫu hạm này. Tuy nhiên tình báo Mỹ nhờ giải mã thành công nên toàn bộ kế hoạch của Yamamoto đã bị phát hiện.

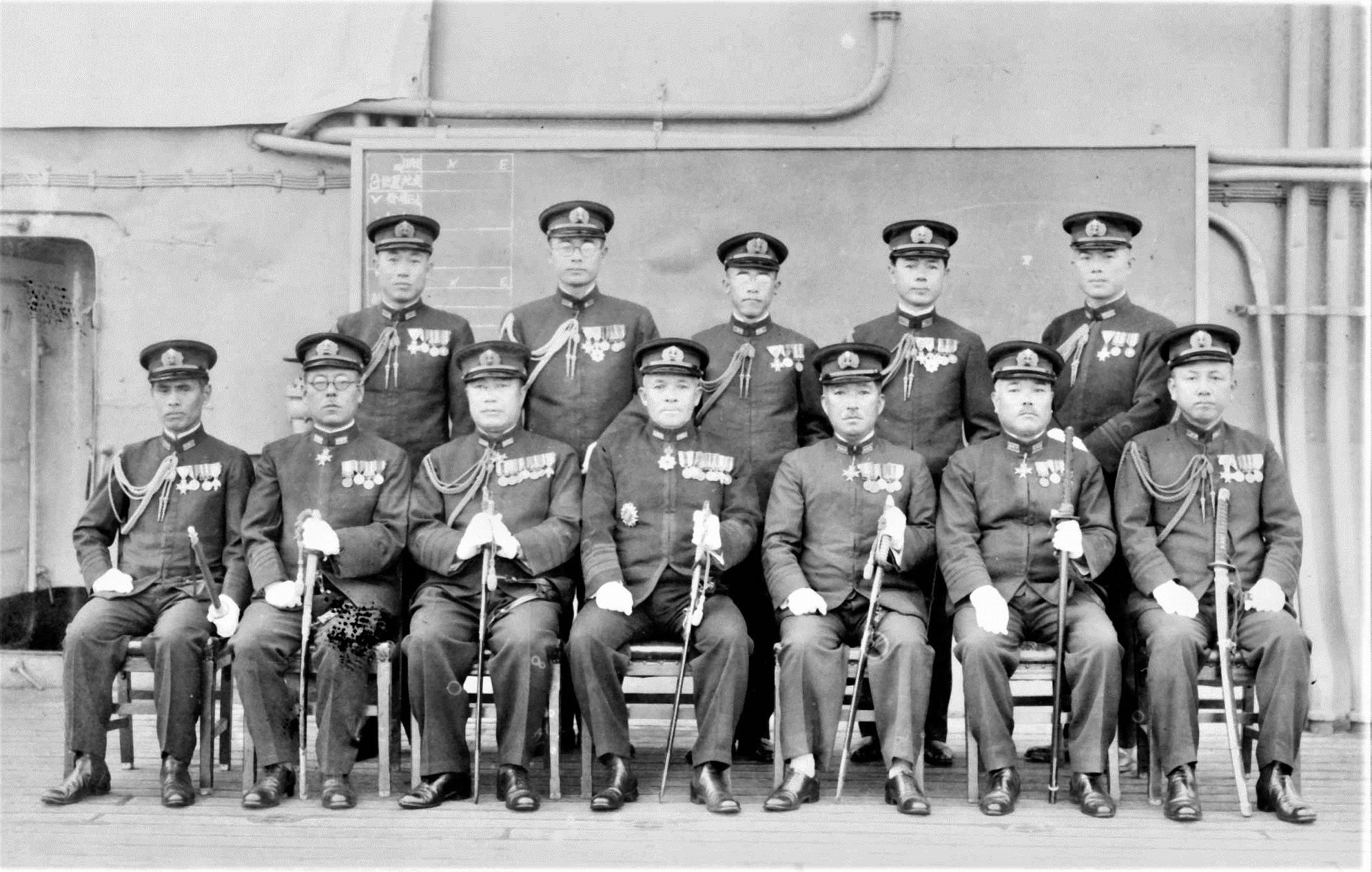
Nagumo (hàng trước, ngồi giữa) cùng các thành viên của Không lực chiến đội 1 trên tàu sân bay Akagi.

### Thất bại ở Midway
Trận Midway diễn ra vào tháng 6 năm 1942 đã chấm dứt chuỗi chiến thắng của Nagumo. Đô đốc Yamamoto đã lệnh cho Đô đốc Nagumo phải dự trữ một nửa số máy bay của mình để dự phòng. Chúng gồm hai phi đội, một bao gồm những máy bay ném bom bổ nhào và đội kia là máy bay thả ngư lôi, được trang bị các ngư lôi để tấn công tàu chiến nếu như phát hiện được vị trí của các tàu chiến Mỹ.
Trong trận chiến, một chiếc Martin B-26 Marauder sau khi bị hỏa lực phòng không làm hư hại nặng đã bay thẳng về phía cầu tàu sân bay Akagi. Chiếc máy bay, cố gắng đâm tự sát, hoặc mất kiểm soát do hư hại trong chiến đấu hoặc do một phi công bị thương hoặc thiệt mạng, suýt đâm vào cầu tàu sân bay, điều có thể khiến Nagumo và ban chỉ huy thiệt mạng trước khi nó lao xuống biển.
Các cuộc không kích khiến Nagumo nhận thấy nhanh chóng phát động một cuộc tấn công khác vào Midway để vô hiệu hóa khả năng phòng thủ của hòn đảo, điều này vi phạm trực tiếp mệnh lệnh của Yamamoto về việc trang bị vũ khí cho lực lượng tấn công dự bị cho các hoạt động chống hạm. Sự thay đổi kế hoạch đó đòi hỏi phải trang bị bom cho các máy bay hiện có, thích hợp để tấn công các mục tiêu trên bộ, thay vì ngư lôi, được thiết kế cho các hoạt động chống hạm.
Tuy nhiên, khi Nagumo nhận được báo cáo trinh sát rằng tàu sân bay Mỹ đang có mặt trong khu vực, ông đã thay đổi kế hoạch và ra lệnh cho máy bay của mình vốn được trang bị ngư lôi để sẵn sàng tấn công tàu sân bay Mỹ. Tình huống khiến máy bay của ông rơi vào tình thế khó xử, với một nửa máy bay được trang bị ngư lôi và nửa còn lại được trang bị bom tấn công mục tiêu trên mặt đất và không có thời gian để chuyển mọi thứ trở lại ngư lôi. Mặc dù mọi đợt không kích của Mỹ chỉ gây ra những thiệt hại không đáng kể, chúng cũng đủ gây bối rối cho lực lượng tàu sân bay Nhật vì Nagumo đang nỗ lực chuẩn bị một đòn đánh trả sau khi nhận được báo cáo lúc 08 giờ 20 phút về việc phát hiện lực lượng tàu sân bay Hoa Kỳ ở hướng Đông Bắc
Bất thình lình, chỉ trong khoảng 6 phút, hai phi đội bổ nhào đã tấn công làm cho ba tàu sân bay Nhật bốc cháy. Akagi chỉ trúng một quả bom, lúc bình thường thì nó sẽ không bị hư hại quá nặng, nhưng điều tai hại là sàn tàu của nó khi đó đang chứa đầy bom và ngư lôi. Tàu Soryu thì trúng ba quả bom, Kaga trúng bốn hay nhiều hơn, các thủy thủ nói rằng họ không thể đếm chính xác. Các tàu sân bay Nhật bị trúng bom đúng lúc chúng đang ở tình trạng dễ tổn thương nhất, đó là khi các tàu này đang chất đầy vũ khí trong khoang chứa máy bay và tiếp đầy xăng lên các máy bay nhằm chuẩn bị cho cuộc không kích nhắm vào các tàu sân bay Mỹ. Do đó khi trúng bom, các đám cháy đã bùng phát do xăng máy bay chảy tràn trên sàn chứa máy bay, kích nổ hàng loạt những quả bom và ngư lôi đang trải khắp sàn tàu, khiến việc chữa cháy và kiểm soát thiệt hại là không thể thực hiện được. Cả ba tàu bị loại khỏi vòng chiến và sau đó thì chìm hẳn. Sau cuộc tấn công, Nagumo dường như đã rơi vào trạng thái sốc. Nagumo đứng gần la bàn tàu nhìn ra ngọn lửa trên kỳ hạm của mình và hai tàu sân bay khác dù được yêu cầu rời tàu, Nagumo vẫn miễn cưỡng không rời đi mà chỉ lẩm bẩm: “Vẫn chưa đến lúc”.
Tham mưu trưởng của Nagumo, Chuẩn đô đốc Ryūnosuke Kusaka, đã thuyết phục được ông từ bỏ tàu, Nagumo chỉ đáp lại bằng một cái gật đầu khó nhận thấy, với đôi mắt đẫm lệ. Nagumo và các nhân viên của ông buộc phải sơ tán qua cửa sổ phía trước của cây cầu bằng dây thừng. Nagumo tiếp đất nhẹ nhàng, trong khi Kusaka bị bong gân nặng cả hai mắt cá chân và bị bỏng trong quá trình sơ tán.
Hạm đội tàu sân bay số 1 đã mất bốn tàu sân bay trong thời điểm bước ngoặt của Chiến tranh Thái Bình Dương, và tổn thất lớn về nhân viên bảo trì máy bay trên tàu sân bay sẽ gây bất lợi cho hoạt động của Hải quân đế quốc Nhật Bản trong các cuộc giao tranh sau này. Việc mất bốn tàu sân bay, máy bay và đội bảo trì, cộng với 120 phi công giàu kinh nghiệm, khiến Nhật Bản mất đi thế chủ động chiến lược ở Thái Bình Dương.
Nagumo đã bay tỏ ý định ở lại để chìm cùng tàu sân bay Akagi nhưng cuối cùng lại được tham mưu trưởng Kusaka và cấp dưới thuyết phục rời tàu. 

### Các hoạt động hải quân sau này, chiến dịch Guadalcanal và Trận Saipan

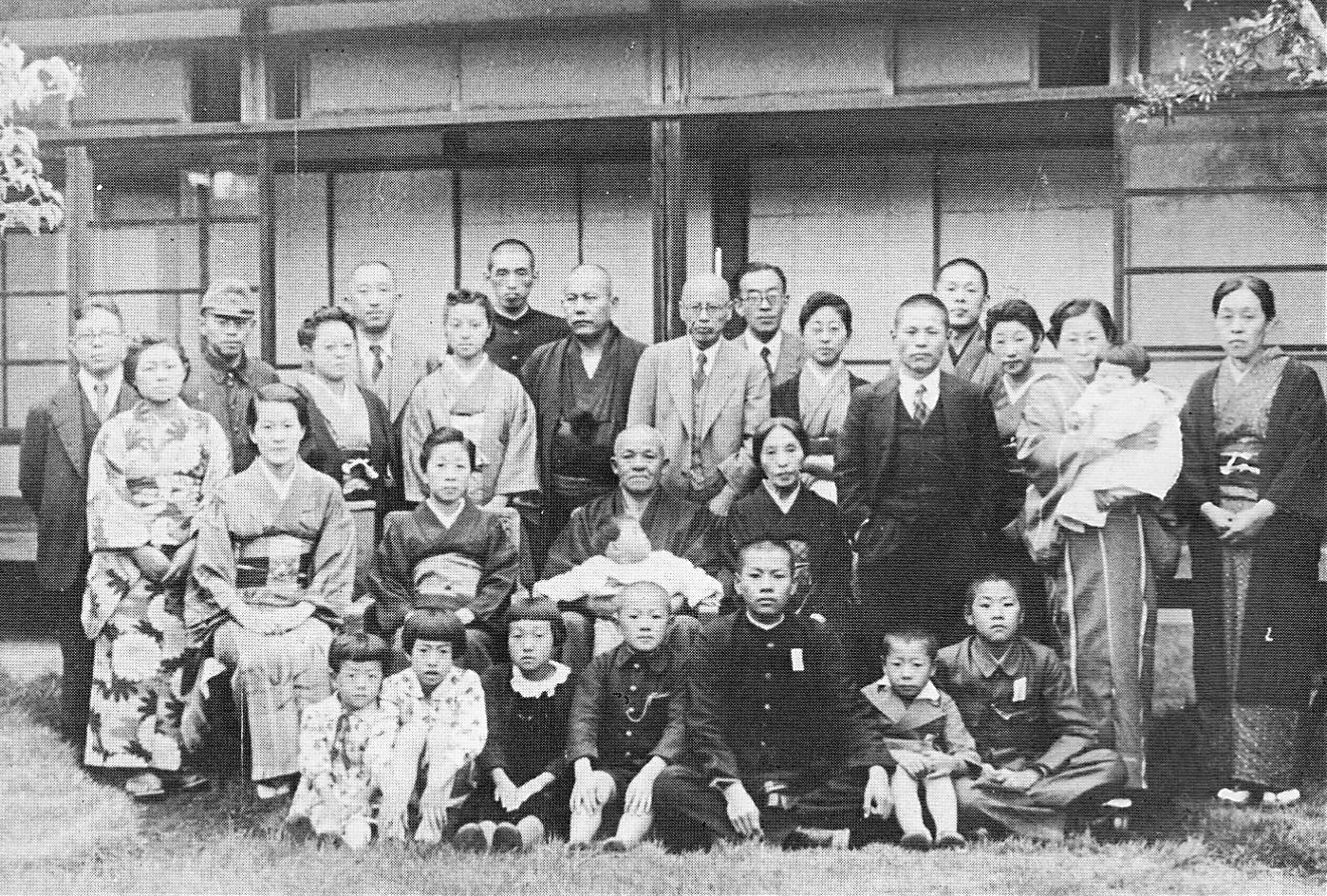
Nagumo (ngồi giữa) cùng gia đình mình

Sau đó, Nagumo được tái bổ nhiệm làm Tổng tư lệnh Hạm đội 3 và chỉ huy các tàu sân bay trong chiến dịch Guadalcanal trong các trận chiến ở Đông Solomons và quần đảo Santa Cruz. Các mệnh lệnh của ông phần lớn mang tính bị động, thiếu quyết đoán cộng với việc lực lượng hải quân Nhật Bản ngày càng mất đi nhân lực, nhiên liệu và vật liệu để đóng tàu và máy bay thay thế, hạm đội dần tiêu hao phần lớn sức mạnh của mình.
Vào ngày 11 tháng 11 năm 1942, Nagumo được điều động đến Nhật Bản, nơi ông được trao quyền chỉ huy Quân khu Hải quân Sasebo. Sau đó, ông được chuyển đến Quân xưởng Hải quân Kure vào ngày 21 tháng 6 năm 1943. Từ tháng 10 năm 1943 đến tháng 2 năm 1944, Nagumo một lần nữa được bổ nhiệm làm Tổng tư lệnh Hạm đội 1, lúc đó lực lượng này chủ yếu chỉ tham gia vào nhiệm vụ huấn luyện.
Ngày 4 tháng 3 năm 1944, ông được chuyển đến Saipan thuộc quần đảo Mariana để kiêm nhiệm 2 chức vụ: tổng tư lệnh khu vực Trung Thái Bình Dương và không hạm đội số 14. Trên nguyên tắc, ông vừa là tư lệnh hạm đội vừa là tư lệnh chiến trường chịu trách nhiệm phòng thủ.

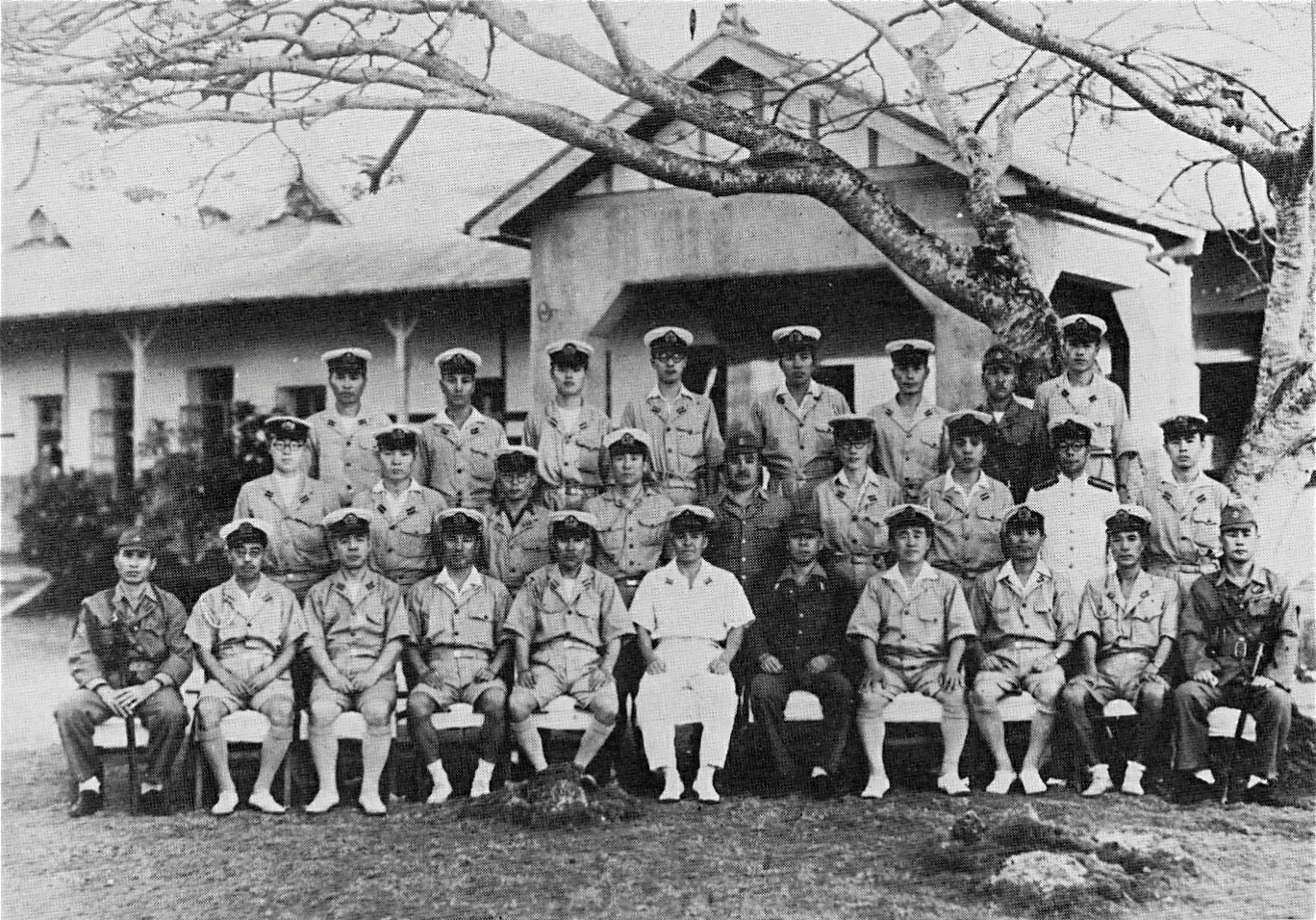
Bức ảnh cuối cùng của Nagumo (hàng đầu, giữa) tại Saipan năm 1944

Trận Saipan bắt đầu vào ngày 15 tháng 6 năm 1944. Không lực hải quân Nhật Bản, dưới sự chỉ huy của Phó Đô đốc Jisaburō Ozawa, đã bị Hạm đội 5 Hoa Kỳ đánh bại hoàn toàn trong vài ngày trong Trận chiến biển Philippine, khi phía Nhật Bản mất ba tàu sân bay và khoảng 600 máy bay khiến lực lượng Không lực hải quân đế quốc không bao giờ hồi phục được nữa. Điều này khiến Nagumo và Trung tướng Yoshitsugu Saito giờ đây phải tự mình nắm quyền kiểm soát Saipan.

### Hi sinh
Ngày 6 tháng 7, sau khi biết không thể giữ được hòn đảo, Nagumo đã cùng với tướng Saitō và thiếu tướng Igeita tự sát trong một hang động lớn để không bị rơi vào tay người Mỹ. Nagumo đã không seppuku (mổ bụng tự sát) như truyền thống mà dùng súng lục bắn vào đầu (tài liệu khác nói Nagumo đã mổ bụng tự sát cùng với tướng Saitō và thiếu tướng Igeta). Thi hài của ông đã được lính thủy đánh bộ Mỹ phát hiện sau khi chiếm được hòn đảo. Nagumo được truy phong quân hàm Đô đốc sau khi chết.
Mộ của Nagumo nằm ở tiểu ngôi đền Ōbai-in của Engaku-ji ở Kamakura, bên cạnh mộ của con trai ông, Susumu Nagumo đã hi sinh trên tàu khu trục Kishinami vào ngày 4 tháng 12 năm 1944.

## Các chức vụ
- Chuẩn uý hải quân - 21 tháng 11 năm 1908
- Thiếu uý hải quân - 15 tháng 1 năm 1910
- Trung uý hải quân – 1 tháng 12 năm 1911
- Đại uý hải quân - 1 tháng 12 năm 1914
- Thiếu tá hải quân - 1 tháng 12 năm 1920
- Trung tá hải quân - 1 tháng 12 năm 1924
- Đại tá hải quân - 30 tháng 9 năm 1929
- Chuẩn đô đốc - 1 tháng 11 năm 1935
- Phó đô đốc - 15 tháng 11 năm 1939
- Đô đốc - 8 tháng 7 năm 1944 (truy phong)

### Sách
- Lê Vinh Quốc-Huỳnh Văn Tòng (2000). Cuộc chiến tranh Thái Bình Dương (1941-1945) - Tập Hai. Việt Nam: Nhà xuất bản Giáo dục.
- D'Albas, Andrieu (1965). Cái chết của một Hải quân: Hành động hải quân Nhật trong Thế Chiến II. Devin-Adair Pub. ISBN 0-8159-5302-X.
- Dull, Paul S. (1978). Lịch sử các trận đánh của Hải quân Đế quốc Nhật Bản, 1941-1945. Naval Institute Press. ISBN 0-87021-097-1.
- Denfeld, D. Colt (1997). Giữ Marianas: Nhật Bản phòng thủ quần đảo Mariana. White Mane Pub. ISBN 1-57249-014-4.
- Evans, David (1979). Kaigun: Chiến lược, Chiến thuật và Công nghệ của Hải quân Nhật Đế quốc, 1887-1941. US Naval Institute Press. ISBN 0870211927.
- Goldberg, Harold J. (2007). D-day tại Thái Bình Dương: Trận chiến đảo Saipan. Đại học Indiana Press. ISBN 0-253-34869-2.
- Jones, Don (1986). Oba, Samurai cuối cùng. Presidio Press. ISBN 0-89141-245-X.
- Morison, Samuel Eliot (2001). New Guinea và the Marianas, 3/1944-8/1944, tập 8 của Lịch sử hoạt động của Hải quân Hoa Kỳ trong Thế Chiến II. Champaign, Illinois, USA: University of Illinois Press. ISBN 0-252-07038-0.

### Web
- Nishida, Hiroshi. "Materials of IJN: Nagumo, Chuichi". Hải quân Đế quốc Nhật Bản. Bản gốc lưu trữ ngày 5 tháng 12 năm 2012. Truy cập ngày 3 tháng 8 năm 2007.